# Distrito Capital de Bogotá (1905-1910)
```
   |-
       | 
Erro:
:  
valor não especificado para "
continente
"
```

O Distrito Capital é uma das divisões administrativas da Colômbia. Em seu território está localizada parte da capital da Colômbia, Bogotá.
O primeiro Distrito Capital de Bogotá era uma entidade legal territorial da Colômbia criada pela Lei 17 de 11 de abril de 1905, aprovado pelo presidente Rafael Reyes, e que consistia no município de Bogotá da época, de acordo com os limites de 1883, sendo seu território estendido duas vezes. Após a queda de Reyes em 1909, a organização imposta por seu governo foi revertida e o país recuperou a divisão política em vigor em 1905, deixando Bogotá como distrito da capital e retornando à sua condição anterior como município de Cundinamarca.